# Drosophila grimshawi (artgrupp)
Drosophila grimshawi är en artgrupp inom släktet Drosophila och undersläktet Hawaiian Drosophila. Artgruppen består av åtta artundergrupper och sex arter utan placering i artgrupp.

## Etymologi
Artgruppen är namngiven efter arten Drosophila grimshawi som i sin tur är namngiven efter den brittiske entomologen Percy H. Grimshaw.

## Artundergrupper
- Drosophila conspicua (artundergrupp)
- Drosophila crucigera (artundergrupp)
- Drosophila distinguenda (artundergrupp)
- Drosophila hawaiiensis (artundergrupp)
- Drosophila orphnopeza (artundergrupp)
- Drosophila pilimana (artundergrupp)
- Drosophila punalua (artundergrupp)
- Drosophila vesciseta (artundergrupp)

## Övriga arter
- Drosophila ambochila (Hardy & Kaneshiro, 1971)
- Drosophila lanaiensis (Grimshaw, 1901)
- Drosophila moli Magnacca, 2012
- Drosophila opuhe Magnacca, 2012
- Drosophila pilatisetae (Hardy & Kaneshiro, 1968)
- Drosophila pisonia (Hardy & Kaneshiro, 1971)